# Keshia Chanté
Keshia Chanté (nacida como Keshia Chanté Harper el 16 de junio de 1988, Ottawa, Canadá) es una cantante ganadora del Juno Award y  aclamada por la crítica.
Además de cantante es compositora, modelo, actriz.
Firmó con BMG Music Canadá a la edad de 14 años y ha editado dos álbumes. 
Chanté ha ganado muchos premios, incluyendo un premio Juno, como "Mejor Artista Nuevo" en los Premios de Radio Canadá y de los Premios Urban Music, así como "Vídeo del Año" y "Elección de los fans".
Es conocida en los Estados Unidos por su vídeo "Bad Boy". Después de un descanso de tres años, en noviembre de 2010 Chante publicó 2 nuevos vídeos  «Table Dancer» nuevos singles y «Tesy Drivers», tanto de su nuevo disco Night & Day, que será estrenado en la primavera de 2011.
Ambos sencillos son actualmente nominados a los Premios Juno;.por  R & B de Grabación del Año por "Test Drive" y Grabación Dance del Año por "Dancer Table"

## Biografía

### 1988-2003: Primeros años y comienzo de carrera
Keshia Chanté nació en Pets, And The Kleks el 16 de junio de 1988.
Chante asistió a la Escuela de San Francisco de Asís en Orleans, Ottawa, Ontario. Su maestra favorita era su maestro de grado 6, el Sr. Pratt, que según ella le sugirió ir más allá con su habilidad para el canto. Chante luego asistió a San Peter Catholic High School en Orleans, Ottawa, Ontario hasta la edad de 14 años y su permanencia en la escuela de alta en la Escuela Secundaria Fletchers Prade. 
Chanté tomó parte en varias escuelas y programas de la comunidad de talentos. Una actuación llamó la atención del DJ de Ottawa Trevor Mason, que envió la cinta a BMG Canadá de Berry Ivan. Luego recibió una llamada de Berry que cambiaría su vida para siempre. Después de realizar una canción improvisada por teléfono, Keshia fue invitada a Toronto para una audición en vivo que finalmente condujo a un contrato de grabación.
en referencia a la conciliación de la vida Chante de asistir a la escuela de alta, mientras que ella hacía  la promoción de su álbum.

### 2006-2007:2U
Después de su firma, Chanté se trasladó a Nueva York para comenzar a trabajar en su segundo álbum. Durante ese tiempo, Chanté estaba en revistas Teen People "Rock The Runway" Tour de centro comercial (donde Ciara comenzó) y la revista Seventeen de "Rock Shop N '" Tour Mall (donde Britney Spears comenzó). 
En mayo de 2006, publicó tres nuevas canciones, "Been Gone", "Kiss" y "Summer Love" enMySpace. En marzo de 2006 publicó su " 2U "de un solo reclamo del álbum," Ring The Alarm ", que fue utilizado para WarChild" Keep The Beat "campaña de caridad. Todas las ganancias de "Ring The Alarm" fue a los niños el apoyo a la guerra y también fue presentado en la compilación de tres discos de platino "MuchDance 2006". En julio de ese año, lanzó su single "Been Gone", producido por Producciones Matrax de Filadelfia. El video fue filmado por X Little (por lo que es su tercera colaboración con él) y recibió un disparo en el interior de la "Escuela Secundaria Prado Fletcher", donde Chanté asistió en su último año de la escuela y se graduó. Su segundo single, "2U", producido por Matrax fue lanzado a principios de noviembre. 2U de vídeo se rodó el 22 de octubre en Miami por el director Bobby O'Neill, y fue lanzado en Yahoo Music Canadá el 16 de noviembre. También en 2006, Chanté hizo una aparición cameo aparece en la etiqueta de su compañeroBow Wow video 's " Shortie Like Mine ". El vídeo muestra rapero Bow Wow en busca de Keshia Chanté en su ordenador portátil. Envían mensajes de ida y vuelta a través del vídeo. Su segundo álbum, en el cual los poderes ejecutivo Chanté producido fue lanzado el 5 de diciembre de 2006 en Canadá a través de Sony BMG Canadá y fue lanzado en mayo de 2007 en Japón. Chanté se negó a terminar la promoción de su álbum en todo su potencial debido a la "política sucia etiqueta de" indignante que se lo pida para ser liberado de su sello discográfico. Después de unos meses, su deseo fue concedido y fue dada de Sony BMG Canadá. De MTV "The Diary of Keshia Chante", transmitido en Canadá 6 de diciembre de 2006, mostrando Chante imágenes siguientes viajó a Miami y Los Ángeles trabajando en su álbum

### 2007-2009: Receso
En 2007, después de su salida de Sony BMG Canadá, Chanté tuvo una breve ausencia de la atención, con ganas de aprender más sobre el negocio de la música y ser asesorados por abogados de entretenimiento respetados de Hollywood y Toronto. Más tarde tomó la decisión de mudarse a Atlanta y West Hollywood, donde trabajó muy de cerca los campos de Ne-Yo, Missy Elliott y OutKast. Ella comenzó a perfeccionar sus habilidades como compositora y su calidad actoral, interpretando a la actriz en la serie de televisión "Soul"

### 2010-presente:Night & Day
Chanté firmó con Universal Music Canadá. En septiembre, Chanté anunció que lanzará un álbum de discos 2 titulado " Noche y Día"previsto para un lanzamiento en la primavera de 2011. Un disco, titulado "Noche" será toda la música Dance y el otro disco, titulado "Día" será de R & B, que recuerda de los primeros dos álbumes de Chanté. Al buscar la inspiración y la dirección que ella quería para este álbum, ella declaró que quería algo con "no-género", canta algo que era real y al corazón. Keshia encontró la inspiración de Brandy Afrodisiac. En octubre, Chanté lanzado dos nuevos singles, "Dancer Tabla" de la 'Noche' junto a su álbum y "Test Drive" en el 'Día' lado. En noviembre, el vídeo musical de "Test Drive" fue lanzado exclusivamente en Vevo, protagonizada por el novio Chanté, NHL portero Ray Emery y aprobado por Smarties. Más tarde, el vídeo musical de "bailarina de mesa" fue lanzado, aprobado por Pepsi. El vídeo se encuentra actualmente en las listas de vídeo de escalada y ya ha entrado en Top 10.
" bailarina de mesa "hasta el momento ha llegado a # 44 en el Canadian Hot 100, acumulando una audiencia de más de 5.000.000 y # 24 en el Top 40. El sencillo también ha entrado en el iTunes de Canadá R & B / Soul y Gráfico alcanzó el puesto # 6. En febrero de 2011, Chanté fue nominado para dos premios Juno;. R & B de Grabación del Año por "Test Drive" y Grabación Dance del Año por "Dancer Table" 
El 14 de febrero de 2011, Chanté reveló la portada de su nuevo individuales próximo titulada Set U Free / Si U Di Keshia Chante de Fotos - Muro de Fotos

## Premios y nominaciones

### 2003
- Premio Canadiense de Música Urbana por el mejor R & B / Soul solo para "Shook (la respuesta)" - Ganadora
- Premio Canadiense de Radio Música como "Mejor artista solitario" (Urban Dance Rítmica) - Nominada
- Canadian Radio Music Award por "Mejor Artista solitario" (CHR) - Ganadora

### 2004
- Premio Canadiense de Música Urbana por Mejor Artista Nuevo - Ganadora
- Premio Canadiense de Música Urbana por Video del Año por "Bad Boy" - Ganadora
- Premio Canadiense de Música Urbana por elección Fanes - Ganado
- Premio Rising Star de Nueva Promesa del Año - Ganadora
- MuchMusic Video Premio al "Mejor Vídeo de R & B" por "Does He Love Me?" - Nominada

### 2005
- Juno Award por "R & B / grabación del Alma del Año" - Ganadora
- Premio Canadiense de Música Urbana por "Video del Año" por "Does He Love Me?" - Ganadora
- Premio de MuchMusic Video de "Elección del Público: Artista canadiense favorita" - Nominada
- MuchMusic Video Premio al "Mejor Video Pop" por "Does He Love Me?" - Nominada
- Juno Award por "Artista Revelación del Año" - Nominada

### 2007
- Juno Award por "R & B / Soul Grabación Del Año" por "Been Gone" - Nominada

### 2008
- Juno Award por "R & B / Soul Grabación Del Año" por "2U" - Nominada

### 2011
- Juno Award por "Grabación Dance del Año" para la "bailarina de mesa" - Nominada
- Juno Award por "R & B / Soul Grabación del Año" para "Test Drive" - Nominada

## Discografía
- Keshia Chanté (2004)
- 2U (2006)
- Night & Day (2011)

### Sencillos
| "Shook (The Answer)"                     | 2003 | 1  | Keshia Chanté |
| "Unpredictable"                          | 2003 |    | Keshia Chanté |
| "Ring The Alarm"                         | 2005 | —  | 2U            |
| "Been Gone""                             | 2006 | —  | 2U            |
| "2U"                                     | 2006 | —  | 2U            |
| "Fallen" featuring Freeway"              | 2007 | —  | 2U            |
| "Test Drive"                             | 2010 | —  | Night & Day   |
| "Table Dancer"                           | 2011 | 44 | Night & Day   |
| "Set U Free"                             | 2011 | 84 | Night & Day   |
| Shooting Star                            | 2011 | —  | Night & Day   |
| "—" denotes releases that did not chart. |      |    |               |